# Kňaží stôl
Kňaží stôl este o arie protejată (arie specială de conservare — SAC, sit de importanță comunitară — SCI) din Slovacia întinsă pe o suprafață de 4.227,03 ha, integral pe uscat.

## Localizare
Centrul sitului Kňaží stôl este situat la coordonatele 48°49′47″N 18°19′27″E / 48.829722°N 18.324167°E.

## Înființare
Situl Kňaží stôl a fost declarat sit de importanță comunitară în aprilie 2004 pentru a proteja 2 specii de plante și 7 specii de animale. Situl a fost protejat și ca arie specială de conservare în martie 2004.

## Biodiversitate
Situată în ecoregiunea alpină, aria protejată conține 15 habitate naturale: Pajiști carstice calcaroase sau bazofile, de Alysso-Sedion albi, Păduri pe pante, grohotișuri și ravene de Tilio-Acerion, Păduri stepice euro-siberiene cu Quercus spp., Păduri de fag Asperulo-Fagetum, Pajiști panonice carstice (Stipo-Festucetalia pallentis), Pante stâncoase calcaroase cu vegetație casmofită, Păduri aluvionare cu Alnus glutinosa și Fraxinus excelsior (Alno-Padion, Alnion incanae, Salicion albae), Pajiști uscate seminaturale și facies de acoperire cu tufișuri pe substraturi calcaroase (Festuco-Brometalia) (* situri importante pentru orhidee), Păduri de fag din Europa Centrală dezvoltate pe sol calcaros cu Cephalanthero-Fagion, Grohotișuri medio-europene calcaroase, de la nivel colinar și montan, Păduri panonice-balcanice de stejar turcesc - stejar sesil, Formațiuni de Juniperus communis pe lande sau pajiști calcaroase, Păduri de fag Luzulo-Fagetum, Păduri panonice cu Quercus pubescens, Fânețe de joasă altitudine (Alopecurus pratensis, Sanguisorba officinalis).
La baza desemnării sitului se află mai multe specii protejate:
- plante (2): sisinei (Pulsatilla grandis), Pulsatilla subslavica
- amfibieni (1): izvoraș-cu-burta-galbenă (Bombina variegata)
- mamifere (4): râs eurasiatic (Lynx lynx), liliac comun (Myotis myotis), liliacul mic cu potcoavă (Rhinolophus hipposideros), urs brun (Ursus arctos)
- nevertebrate (2): rădașcă (Lucanus cervus), Rosalia alpina

Pe lângă speciile protejate, pe teritoriul sitului au mai fost identificate 1 specie de amfibieni, 2 specii de mamifere, 1 specie de nevertebrate, 4 specii de reptile.